# Liste der Stolpersteine in Speyer
Die Liste der Stolpersteine in Speyer enthält Stolpersteine, die im Rahmen des gleichnamigen Projekts von Gunter Demnig in Speyer verlegt wurden. Mit ihnen soll an Opfer des Nationalsozialismus erinnert werden, die in Speyer lebten und wirkten, bevor sie inhaftiert, deportiert, vertrieben, zum Selbstmord gezwungen oder ermordet wurden.

## Verlegte Stolpersteine
| Adresse                | Verlege- datum     | Person, Inschrift | Bild | Anmerkung |
| ---------------------- | ------------------ | --- | --- | --------- |
| Im Frohsinn 1          | 15. Apr. 2019      | Im Frohsinn 1 wohnte Hugo Steigleiter Jg. 1891 Im Widerstand/KPD Flucht 1933 Frankreich Resistance FTP-MOI Befreit                                               | Bild gesucht Der Benutzer GeorgDerReisende ( Diskussion ) wünscht sich an dieser Stelle ein Bild vom Ort mit diesen Koordinaten 49.323784 8.431972 . Motiv: die Stolpersteine für die Familie Steigleiter, ihre Lage und das Haus Falls du dabei helfen möchtest, erklärt die Anleitung , wie das geht. BW  |           |
| Im Frohsinn 1          | 15. Apr. 2019      | Im Frohsinn 1 wohnte Elisabeth Steigleiter Geb. Wolff Jg. 1894 Im Widerstand/KPD Flucht 1933 Frankreich Resistance Maquis Befreit                                | Bild gesucht Die Wikipedia wünscht sich an dieser Stelle ein Bild vom hier behandelten Ort. Weitere Infos zum Motiv findest du vielleicht auf der Diskussionsseite . Falls du dabei helfen möchtest, erklärt die Anleitung , wie das geht. BW                                                               |           |
| Im Frohsinn 1          | 15. Apr. 2019      | Im Frohsinn 1 wohnte Hermann Steigleiter Jg. 1917 Im Widerstand/KPD Flucht 1933 Frankreich Verhaftet 25.10.1938 Hingerichtet 6.11.1940 Berlin-Plötzensee         | Bild gesucht Die Wikipedia wünscht sich an dieser Stelle ein Bild vom hier behandelten Ort. Weitere Infos zum Motiv findest du vielleicht auf der Diskussionsseite . Falls du dabei helfen möchtest, erklärt die Anleitung , wie das geht. BW                                                               |           |
| Im Frohsinn 1          | 15. Apr. 2019      | Im Frohsinn 1 wohnte Hugo Steigleiter Jg. 1920 Im Widerstand/KPD Flucht 1933 Frankreich Verhaftet 27.10.1938 Hingerichtet 6.11.1940 Berlin-Plötzensee            | Bild gesucht Die Wikipedia wünscht sich an dieser Stelle ein Bild vom hier behandelten Ort. Weitere Infos zum Motiv findest du vielleicht auf der Diskussionsseite . Falls du dabei helfen möchtest, erklärt die Anleitung , wie das geht. BW                                                               |           |
| Im Frohsinn 1          | 15. Apr. 2019      | Im Frohsinn 1 wohnte Heinz Steigleiter Jg. 1926 Flucht 1933 Frankreich Resistance FTP-MOI Befreit                                                                | Bild gesucht Die Wikipedia wünscht sich an dieser Stelle ein Bild vom hier behandelten Ort. Weitere Infos zum Motiv findest du vielleicht auf der Diskussionsseite . Falls du dabei helfen möchtest, erklärt die Anleitung , wie das geht. BW                                                               |           |
| Maximilianstraße 27    | 4. November 2021   | Hier wohnte Friedrich Metzger Jg. 1888 Flucht 1934 Frankreich 1942 Schweiz                                                                                       | Bild gesucht Die Wikipedia wünscht sich an dieser Stelle ein Bild vom hier behandelten Ort. Weitere Infos zum Motiv findest du vielleicht auf der Diskussionsseite . Falls du dabei helfen möchtest, erklärt die Anleitung , wie das geht. BW                                                               |           |
| Maximilianstraße 27    | 4. November 2021   | Hier wohnte Guta Metzger Geb. Hess Jg. 1889 Flucht 1934 Frankreich 1942 Schweiz                                                                                  | Bild gesucht Die Wikipedia wünscht sich an dieser Stelle ein Bild vom hier behandelten Ort. Weitere Infos zum Motiv findest du vielleicht auf der Diskussionsseite . Falls du dabei helfen möchtest, erklärt die Anleitung , wie das geht. BW                                                               |           |
| Maximilianstraße 27    | 4. November 2021   | Hier wohnte Ludwig Metzger Jg. 1916 Flucht 1933 Frankreich 1942 Schweiz                                                                                          | Bild gesucht Die Wikipedia wünscht sich an dieser Stelle ein Bild vom hier behandelten Ort. Weitere Infos zum Motiv findest du vielleicht auf der Diskussionsseite . Falls du dabei helfen möchtest, erklärt die Anleitung , wie das geht. BW                                                               |           |
| Maximilianstraße 27    | 4. November 2021   | Hier wohnte Ellen Metzger Verh. Herz Jg. 1920 Flucht 1934 Frankreich 1940 USA                                                                                    | Bild gesucht Die Wikipedia wünscht sich an dieser Stelle ein Bild vom hier behandelten Ort. Weitere Infos zum Motiv findest du vielleicht auf der Diskussionsseite . Falls du dabei helfen möchtest, erklärt die Anleitung , wie das geht. BW                                                               |           |
| Maximilianstraße 31    | 12. September 2022 | Hier wohnte Siegmund Marx Jg. 1895 'Schutzhaft' 1938 Dachau Fluchthilfe für OSE Verhaftet 1939 Interniert Drancy 1942 Auschwitz Ermordet                         | Bild gesucht Die Wikipedia wünscht sich an dieser Stelle ein Bild vom hier behandelten Ort. Weitere Infos zum Motiv findest du vielleicht auf der Diskussionsseite . Falls du dabei helfen möchtest, erklärt die Anleitung , wie das geht. BW                                                               |           |
| Maximilianstraße 31    | 12. September 2022 | Hier wohnte Bertha Marx Geb. Steinberger Jg. 1895 Fluchthilfe für OSE Verhaftet 1939 Interniert Gurs Mit Hilfe überlebt                                          | Bild gesucht Die Wikipedia wünscht sich an dieser Stelle ein Bild vom hier behandelten Ort. Weitere Infos zum Motiv findest du vielleicht auf der Diskussionsseite . Falls du dabei helfen möchtest, erklärt die Anleitung , wie das geht. BW                                                               |           |
| Maximilianstraße 31    | 12. September 2022 | Hier wohnte Julius Marx Jg. 1922 Flucht 1938 Schweiz | Bild gesucht Die Wikipedia wünscht sich an dieser Stelle ein Bild vom hier behandelten Ort. Weitere Infos zum Motiv findest du vielleicht auf der Diskussionsseite . Falls du dabei helfen möchtest, erklärt die Anleitung , wie das geht. BW                                                               |           |
| Maximilianstraße 31    | 12. September 2022 | Hier wohnte Ernst Marx Jg. 1925 'Schutzhaft' 1938 Dachau Flucht 1938 Frankreich Kinderhilfswerk OSE 1943 Resistance Überlebt                                     | Bild gesucht Die Wikipedia wünscht sich an dieser Stelle ein Bild vom hier behandelten Ort. Weitere Infos zum Motiv findest du vielleicht auf der Diskussionsseite . Falls du dabei helfen möchtest, erklärt die Anleitung , wie das geht. BW                                                               |           |
| Maximilianstraße 31    | 12. September 2022 | Hier wohnte Sofie Hirsch Geb. Durlacher Jg. 1875 Flucht 1935 USA                                                                                                 | Bild gesucht Die Wikipedia wünscht sich an dieser Stelle ein Bild vom hier behandelten Ort. Weitere Infos zum Motiv findest du vielleicht auf der Diskussionsseite . Falls du dabei helfen möchtest, erklärt die Anleitung , wie das geht. BW                                                               |           |
| Maximilianstraße 31    | 12. September 2022 | Hier wohnte Otto Hirsch Jg. 1901 Flucht 1936 USA | Bild gesucht Die Wikipedia wünscht sich an dieser Stelle ein Bild vom hier behandelten Ort. Weitere Infos zum Motiv findest du vielleicht auf der Diskussionsseite . Falls du dabei helfen möchtest, erklärt die Anleitung , wie das geht. BW                                                               |           |
| Maximilianstraße 31    | 12. September 2022 | Hier wohnte Lilli Hirsch Geb. Kaufmann Jg. 1910 Flucht 1936 USA                                                                                                  | Bild gesucht Die Wikipedia wünscht sich an dieser Stelle ein Bild vom hier behandelten Ort. Weitere Infos zum Motiv findest du vielleicht auf der Diskussionsseite . Falls du dabei helfen möchtest, erklärt die Anleitung , wie das geht. BW                                                               |           |
| Maximilianstraße 31    | 12. September 2022 | Hier wohnte Marlies Hirsch Jg. 1932 Flucht 1936 USA | Bild gesucht Die Wikipedia wünscht sich an dieser Stelle ein Bild vom hier behandelten Ort. Weitere Infos zum Motiv findest du vielleicht auf der Diskussionsseite . Falls du dabei helfen möchtest, erklärt die Anleitung , wie das geht. BW                                                               |           |
| Maximilianstraße 31    | 12. September 2022 | Hier wohnte Eveline Hirsch Jg. 1935 Flucht 1936 USA | Bild gesucht Die Wikipedia wünscht sich an dieser Stelle ein Bild vom hier behandelten Ort. Weitere Infos zum Motiv findest du vielleicht auf der Diskussionsseite . Falls du dabei helfen möchtest, erklärt die Anleitung , wie das geht. BW                                                               |           |
| Im Lenhart 35 ·        | 11. Mai 2018       | Hier wohnte Emma Matuszewski geb. Schultheis Jg. 1920 Im Widerstand Speyerer Kameradschaft Verhaftet 16.4.1944 Isolationszelle Krankenhaus Speyer Überlebt       | |           |
| Im Lenhart 35 ·        | 11. Mai 2018       | Hier wohnte Stanislaus Matuszewski Jg. 1917 Im Widerstand Speyerer Kameradschaft verhaftet 5.5.1944 Gefängnis München 15.2.1945 Freispruch Strafeinheit/Überlebt | |           |
| Im Lenhart 35 ·        | 11. Mai 2018       | Hier wohnte Ursula Matuszewski Jg. 1944 Geboren in Isolationszelle Krankenhaus Speyer Überlebt                                                                   | |           |
| Im Lenhart 35 ·        | 11. Mai 2018       | Hier wohnte Emma Schultheis Geb. Schweikert Jg. 1892 Im Widerstand Speyerer Kameradschaft Verhaftet 15.4.1944 Verurteilt 15.2.1945 Zuchthaus Brandenburg Befreit | |           |
| Im Lenhart 35 ·        | 11. Mai 2018       | Hier wohnte Jakob Schultheis Jg. 1891 Im Widerstand Speyerer Kameradschaft Verhaftet 16.4.1944 Verurteilt 15.2.1945 Enthauptet 19.3.1945 Zuchthaus Brandenburg   | |           |
| Kleine Gailergasse 1   | 22. Okt. 2020      | Hier arbeitete Georg Jossé Jg. 1893 Zeuge Jehovas Seit 1934 mehrmals verhaftet 1943 Gestapo München Gefoltert Tot an den Folgen 22.9.1943                        | Bild gesucht Der Benutzer GeorgDerReisende ( Diskussion ) wünscht sich an dieser Stelle ein Bild vom Ort mit diesen Koordinaten 49.31516 8.43257 . Motiv: die Stolpersteine für die Familie Jossé, ihre Lage und das Haus Falls du dabei helfen möchtest, erklärt die Anleitung , wie das geht. BW          |           |
| Kleine Gailergasse 1   | 22. Okt. 2020      | Hier arbeitete Ida Jossé Geb. Kirsten Jg. 1898 Zeugin Jehovas Seit 1934 mehrmals verhaftet Überlebt                                                              | Bild gesucht Die Wikipedia wünscht sich an dieser Stelle ein Bild vom hier behandelten Ort. Weitere Infos zum Motiv findest du vielleicht auf der Diskussionsseite . Falls du dabei helfen möchtest, erklärt die Anleitung , wie das geht. BW                                                               |           |
| Maximilianstraße 32    | 22. Okt. 2020      | Hier wohnte Adolf Reichenberg Jg. 1867 Deportiert 1940 Gurs Tot 29.10.1940                                                                                       | Bild gesucht Der Benutzer GeorgDerReisende ( Diskussion ) wünscht sich an dieser Stelle ein Bild vom Ort mit diesen Koordinaten 49.317369 8.435512 . Motiv: die Stolpersteine für die Familie Reichenberg, ihre Lage und das Haus Falls du dabei helfen möchtest, erklärt die Anleitung , wie das geht. BW  |           |
| Maximilianstraße 32    | 22. Okt. 2020      | Hier wohnte Friederike Reichenberg Geb. Loeb Jg. 1872 Deportiert 1940 Gurs Interniert Noé Tot 13.2.1942                                                          | Bild gesucht Die Wikipedia wünscht sich an dieser Stelle ein Bild vom hier behandelten Ort. Weitere Infos zum Motiv findest du vielleicht auf der Diskussionsseite . Falls du dabei helfen möchtest, erklärt die Anleitung , wie das geht. BW                                                               |           |
| Maximilianstraße 32    | 22. Okt. 2020      | Hier wohnte Ernst Reichenberg Jg. 1896 Deportiert 1940 Gurs Interniert Drancy 1942 Auschwitz Ermordet                                                            | Bild gesucht Die Wikipedia wünscht sich an dieser Stelle ein Bild vom hier behandelten Ort. Weitere Infos zum Motiv findest du vielleicht auf der Diskussionsseite . Falls du dabei helfen möchtest, erklärt die Anleitung , wie das geht. BW                                                               |           |
| Maximilianstraße 33    | 22. Okt. 2020      | Hier wohnte Max Herz Jg. 1878 'Schutzhaft' 1938 Dachau Deportiert 1940 Gurs Interniert Les Milles Flucht 1941 USA                                                | Bild gesucht Der Benutzer GeorgDerReisende ( Diskussion ) wünscht sich an dieser Stelle ein Bild vom Ort mit diesen Koordinaten 49.317376 8.435392 . Motiv: die Stolpersteine für die Familie Herz, ihre Lage und das Haus Falls du dabei helfen möchtest, erklärt die Anleitung , wie das geht. BW         |           |
| Maximilianstraße 33    | 22. Okt. 2020      | Hier wohnte Lina Herz Geb. Durlacher Jg. 1879 Deportiert 1940 Gurs Interniert Les Milles Flucht 1941 USA                                                         | Bild gesucht Die Wikipedia wünscht sich an dieser Stelle ein Bild vom hier behandelten Ort. Weitere Infos zum Motiv findest du vielleicht auf der Diskussionsseite . Falls du dabei helfen möchtest, erklärt die Anleitung , wie das geht. BW                                                               |           |
| Maximilianstraße 33    | 22. Okt. 2020      | Hier wohnte Reinhold Herz Jg. 1913 Verhaftet 7.7.1933 'Verbreitung Verbotener Schriften' Entlassen 11.9.1933 Flucht 1938 USA                                     | Bild gesucht Die Wikipedia wünscht sich an dieser Stelle ein Bild vom hier behandelten Ort. Weitere Infos zum Motiv findest du vielleicht auf der Diskussionsseite . Falls du dabei helfen möchtest, erklärt die Anleitung , wie das geht. BW                                                               |           |
| Maximilianstraße 47    | 15. Apr. 2019      | Hier wohnte Alfred Mayer Jg. 1896 Flucht 1937 USA | Bild gesucht Der Benutzer GeorgDerReisende ( Diskussion ) wünscht sich an dieser Stelle ein Bild vom Ort mit diesen Koordinaten 49.317391 8.433324 . Motiv: die Stolpersteine für die Familie Herz, ihre Lage und das Haus Falls du dabei helfen möchtest, erklärt die Anleitung , wie das geht. BW         |           |
| Maximilianstraße 47    | 15. Apr. 2019      | Hier wohnte Else Mayer Geb. Weis Jg. 1903 Flucht 1938 USA | Bild gesucht Die Wikipedia wünscht sich an dieser Stelle ein Bild vom hier behandelten Ort. Weitere Infos zum Motiv findest du vielleicht auf der Diskussionsseite . Falls du dabei helfen möchtest, erklärt die Anleitung , wie das geht. BW                                                               |           |
| Maximilianstraße 47    | 15. Apr. 2019      | Hier wohnte Bernhard Mayer Jg. 1927 Flucht 1938 USA | Bild gesucht Die Wikipedia wünscht sich an dieser Stelle ein Bild vom hier behandelten Ort. Weitere Infos zum Motiv findest du vielleicht auf der Diskussionsseite . Falls du dabei helfen möchtest, erklärt die Anleitung , wie das geht. BW                                                               |           |
| Maximilianstraße 47    | 15. Apr. 2019      | Hier wohnte Hans 'Jack' Mayer Jg. 1930 Flucht 1938 USA | Bild gesucht Die Wikipedia wünscht sich an dieser Stelle ein Bild vom hier behandelten Ort. Weitere Infos zum Motiv findest du vielleicht auf der Diskussionsseite . Falls du dabei helfen möchtest, erklärt die Anleitung , wie das geht. BW                                                               |           |
| Maximilianstraße 47    | 15. Apr. 2019      | Hier wohnte Sigmund Mayer Jg. 1898 Flucht 1939 USA | Bild gesucht Die Wikipedia wünscht sich an dieser Stelle ein Bild vom hier behandelten Ort. Weitere Infos zum Motiv findest du vielleicht auf der Diskussionsseite . Falls du dabei helfen möchtest, erklärt die Anleitung , wie das geht. BW                                                               |           |
| Maximilianstraße 61/62 | 15. Apr. 2019      | Hier wohnte Coelestine Altschüler ... | Bild gesucht Der Benutzer GeorgDerReisende ( Diskussion ) wünscht sich an dieser Stelle ein Bild vom Ort mit diesen Koordinaten 49.317554 8.434064 . Motiv: die Stolpersteine für die Familie Altschüler, ihre Lage und das Haus Falls du dabei helfen möchtest, erklärt die Anleitung , wie das geht. BW   |           |
| Maximilianstraße 61/62 | 15. Apr. 2019      | Hier wohnte Lina Altschüler ... | Bild gesucht Die Wikipedia wünscht sich an dieser Stelle ein Bild vom hier behandelten Ort. Weitere Infos zum Motiv findest du vielleicht auf der Diskussionsseite . Falls du dabei helfen möchtest, erklärt die Anleitung , wie das geht. BW                                                               |           |
| Maximilianstraße 61/62 | 15. Apr. 2019      | Hier wohnte Julius Altschüler ... | Bild gesucht Die Wikipedia wünscht sich an dieser Stelle ein Bild vom hier behandelten Ort. Weitere Infos zum Motiv findest du vielleicht auf der Diskussionsseite . Falls du dabei helfen möchtest, erklärt die Anleitung , wie das geht. BW                                                               |           |
| Maximilianstraße 64 ·  | 15. Apr. 2019      | Hier wohnte Maximilian Cahn ... | Bild gesucht Der Benutzer GeorgDerReisende ( Diskussion ) wünscht sich an dieser Stelle ein Bild vom Ort mit diesen Koordinaten 49.317554 8.434222 . Motiv: die Stolpersteine für die Familie Cahn, ihre Lage und das Haus Falls du dabei helfen möchtest, erklärt die Anleitung , wie das geht. BW         |           |
| Maximilianstraße 64 ·  | 15. Apr. 2019      | Hier wohnte Friederike Cahn ... | Bild gesucht Die Wikipedia wünscht sich an dieser Stelle ein Bild vom hier behandelten Ort. Weitere Infos zum Motiv findest du vielleicht auf der Diskussionsseite . Falls du dabei helfen möchtest, erklärt die Anleitung , wie das geht. BW                                                               |           |
| Maximilianstraße 64 ·  | 15. Apr. 2019      | Hier wohnte Alfred Cahn ... | Bild gesucht Die Wikipedia wünscht sich an dieser Stelle ein Bild vom hier behandelten Ort. Weitere Infos zum Motiv findest du vielleicht auf der Diskussionsseite . Falls du dabei helfen möchtest, erklärt die Anleitung , wie das geht. BW                                                               |           |
| Maximilianstraße 64 ·  | 15. Apr. 2019      | Hier wohnte Joel Hermann Cahn ... | Bild gesucht Die Wikipedia wünscht sich an dieser Stelle ein Bild vom hier behandelten Ort. Weitere Infos zum Motiv findest du vielleicht auf der Diskussionsseite . Falls du dabei helfen möchtest, erklärt die Anleitung , wie das geht. BW                                                               |           |
| Maximilianstraße 66    | 15. Apr. 2019      | Hier wohnte Albert Mayer ... | Bild gesucht Der Benutzer GeorgDerReisende ( Diskussion ) wünscht sich an dieser Stelle ein Bild vom Ort mit diesen Koordinaten 49.317556 8.434445 . Motiv: die Stolpersteine für die Familie Mayer, ihre Lage und das Haus Falls du dabei helfen möchtest, erklärt die Anleitung , wie das geht. BW        |           |
| Maximilianstraße 66    | 15. Apr. 2019      | Hier wohnte Helene Mayer ... | Bild gesucht Die Wikipedia wünscht sich an dieser Stelle ein Bild vom hier behandelten Ort. Weitere Infos zum Motiv findest du vielleicht auf der Diskussionsseite . Falls du dabei helfen möchtest, erklärt die Anleitung , wie das geht. BW                                                               |           |
| Maximilianstraße 66    | 15. Apr. 2019      | Hier wohnte Sophie Siegel ... | Bild gesucht Die Wikipedia wünscht sich an dieser Stelle ein Bild vom hier behandelten Ort. Weitere Infos zum Motiv findest du vielleicht auf der Diskussionsseite . Falls du dabei helfen möchtest, erklärt die Anleitung , wie das geht. BW                                                               |           |
| Maximilianstraße 68    | 15. Apr. 2019      | Hier wohnte Albert Scharff ... | Bild gesucht Der Benutzer GeorgDerReisende ( Diskussion ) wünscht sich an dieser Stelle ein Bild vom Ort mit diesen Koordinaten 49.317552 8.434662 . Motiv: die Stolpersteine für die Familie Scharff, ihre Lage und das Haus Falls du dabei helfen möchtest, erklärt die Anleitung , wie das geht. BW      |           |
| Maximilianstraße 68    | 15. Apr. 2019      | Hier wohnte Helene Scharff ... | Bild gesucht Die Wikipedia wünscht sich an dieser Stelle ein Bild vom hier behandelten Ort. Weitere Infos zum Motiv findest du vielleicht auf der Diskussionsseite . Falls du dabei helfen möchtest, erklärt die Anleitung , wie das geht. BW                                                               |           |
| Maximilianstraße 68    | 15. Apr. 2019      | Hier wohnte Frieda Beissinger ... | Bild gesucht Die Wikipedia wünscht sich an dieser Stelle ein Bild vom hier behandelten Ort. Weitere Infos zum Motiv findest du vielleicht auf der Diskussionsseite . Falls du dabei helfen möchtest, erklärt die Anleitung , wie das geht. BW                                                               |           |
| Maximilianstraße 71    | 22. Okt. 2020      | Hier wohnte Mathilde Moritz ... | Bild gesucht Der Benutzer GeorgDerReisende ( Diskussion ) wünscht sich an dieser Stelle ein Bild vom Ort mit diesen Koordinaten 49.317543 8.434992 . Motiv: die Stolpersteine für die Familie Moritz, ihre Lage und das Haus Falls du dabei helfen möchtest, erklärt die Anleitung , wie das geht. BW       |           |
| Maximilianstraße 71    | 22. Okt. 2020      | Hier wohnte Georg Moritz ... | Bild gesucht Die Wikipedia wünscht sich an dieser Stelle ein Bild vom hier behandelten Ort. Weitere Infos zum Motiv findest du vielleicht auf der Diskussionsseite . Falls du dabei helfen möchtest, erklärt die Anleitung , wie das geht. BW                                                               |           |
| Postplatz 3            | 15. Apr. 2019      | Hier wohnte Maria Hildesheimer Geb. Ris Jg. 1853 Gedemütigt/Entrechtet Tot 22.2.1935                                                                             | Bild gesucht Der Benutzer GeorgDerReisende ( Diskussion ) wünscht sich an dieser Stelle ein Bild vom Ort mit diesen Koordinaten 49.317363 8.432278 . Motiv: die Stolpersteine für die Familie Hildesheimer, ihre Lage und das Haus Falls du dabei helfen möchtest, erklärt die Anleitung , wie das geht. BW |           |
| Postplatz 3            | 15. Apr. 2019      | Hier wohnte Felix Hildesheimer Jg. 1877 Gedemütigt/Entrechtet Flucht in den Tod 1.8.1939                                                                         | Bild gesucht Die Wikipedia wünscht sich an dieser Stelle ein Bild vom hier behandelten Ort. Weitere Infos zum Motiv findest du vielleicht auf der Diskussionsseite . Falls du dabei helfen möchtest, erklärt die Anleitung , wie das geht. BW                                                               |           |
| Postplatz 3            | 15. Apr. 2019      | Hier wohnte Helene Hildesheimer Geb. Simon Jg. 1891 Deportiert 1940 Gurs Flucht 1941 USA                                                                         | Bild gesucht Die Wikipedia wünscht sich an dieser Stelle ein Bild vom hier behandelten Ort. Weitere Infos zum Motiv findest du vielleicht auf der Diskussionsseite . Falls du dabei helfen möchtest, erklärt die Anleitung , wie das geht. BW                                                               |           |
| Postplatz 3            | 15. Apr. 2019      | Hier wohnte Elsbeth Hildesheimer Jg. 1920 Flucht 1939 Australien                                                                                                 | Bild gesucht Die Wikipedia wünscht sich an dieser Stelle ein Bild vom hier behandelten Ort. Weitere Infos zum Motiv findest du vielleicht auf der Diskussionsseite . Falls du dabei helfen möchtest, erklärt die Anleitung , wie das geht. BW                                                               |           |
| Postplatz 3            | 15. Apr. 2019      | Hier wohnte Martha Hildesheimer Jg. 1913 Flucht 1938 USA | Bild gesucht Die Wikipedia wünscht sich an dieser Stelle ein Bild vom hier behandelten Ort. Weitere Infos zum Motiv findest du vielleicht auf der Diskussionsseite . Falls du dabei helfen möchtest, erklärt die Anleitung , wie das geht. BW                                                               |           |
| Schraudolphstraße 26 · | 11. Mai 2018       | Hier wohnte Albert Mühlhauser Jg. 1878 ‘Schutzhaft’ 1938 Dachau deportiert 1940 Gurs interniert Drancy 1942 Auschwitz ermordet                                   | |           |
| Schraudolphstraße 26 · | 11. Mai 2018       | Hier wohnte Ernst Mühlhauser Jg. 1913 Flucht 1938 USA | |           |
| Schraudolphstraße 26 · | 11. Mai 2018       | Hier wohnte Franz Mühlhauser Jg. 1912 Flucht 1938 Palästina | |           |
| Schraudolphstraße 26 · | 11. Mai 2018       | Hier wohnte Klara Mühlhauser Jg. 1919 deportiert 1940 Gurs interniert Drancy 1942 Auschwitz ermordet                                                             | |           |
| Schraudolphstraße 26 · | 11. Mai 2018       | Hier wohnte Maria Mühlhauser Geb. Dreyfuss Jg. 1885 deportiert 1940 Gurs interniert Drancy 1942 Auschwitz ermordet                                               | |           |
| Schraudolphstraße 26 · | 11. Mai 2018       | Hier wohnte Stephanie Mühlhauser Jg. 1909 Flucht 1938 USA | |           |
| Schraudolphstraße 31 · | 11. Mai 2018       | Hier wohnte Benno Grünberg Jg. 1885 ‘Schutzhaft’ 1938 Dachau deportiert 1940 Gurs interniert Drancy 1942 Auschwitz ermordet                                      | |           |
| Schraudolphstraße 31 · | 11. Mai 2018       | Hier wohnte Irene Grünberg geb. Rosenthal Jg. 1894 deportiert 1940 Gurs interniert Drancy 1942 Auschwitz ermordet                                                | |           |
| Schraudolphstraße 31 · | 11. Mai 2018       | Hier wohnte Heini Grünberg Jg. 1929 deportiert 1940 Gurs 1941 Kinderhilfswerk Ose Kinderheim Chateau le Masselier mit Fluchthilfe 1941 USA                       | |           |
| Schraudolphstraße 31 · | 11. Mai 2018       | Hier wohnte Margarete Grünberg Jg. 1929 deportiert 1940 Gurs 1941 Kinderhilfswerk Ose Kinderheim Chateau le Masselier mit Fluchthilfe 1941 USA                   | |           |
| Schraudolphstraße 31 · | 11. Mai 2018       | Hier wohnte Lina Rosenthal geb. Kahn Jg. 1867 deportiert 1940 Gurs tot 8.4.1942                                                                                  | |           |